# Отважные (фильм, 2011)
«Отважные» (англ. Courageous) — американский христианский драматический фильм режиссёра Алекса Кендрика, вышедший в 2011 году. Производство Sherwood Pictures. Съёмки начались в Олбани, штат Джорджия в июне 2010 года.
Режиссёр фильма Алекс Кендрик выступил также соавтором сценария со своим братом Стефеном Кендриком. В фильме снялись Алекс Кендрик, Кевин Даунс и Бен Дэвис. Около половины съёмочной группы были волонтёрами из церкви Sherwood Baptist Church.

## Сюжет
Четыре полицейских Адам Митчелл, Шейн Фуллер, Натан Хейс и Дэвид Томсон, привыкшие каждый день рисковать своей жизнью, сталкиваются с новым испытанием — им предстоит стать отцами.

## В ролях
| Актёр         | Роль            |
| ------------- | --------------- |
| Алекс Кендрик | Адам Митчелл    |
| Кевин Даунс   | Шейн Фуллер     |
| Кен Бевел     | Натан Хейс      |
| Бен Дейвис    | Дэвид Томсон    |
| Роберт Амайа  | Хавьер Мартинес |

### Награды и номинации
Независимый христианский кинофестиваль в Сан-Антонио 2012
- Победа — Лучший участник фестиваля[3]
- Победа — Лучший художественный фильм[3]

2012 Epiphany Prize Epiphany Prize
- Победа — Самый вдохновляющий фильм

2012 Grace Award
- Победа — Самое вдохновляющее исполнение в кино, Алекс Кендрик
- Номинация — Самое вдохновляющее исполнение в кино, Роберт Амайа

## Примечание
1. ↑  Ray Subers (October 3, 2011). "Weekend Report: 'Dolphin Tale' Leaps Into Lead" Архивная копия от 5 ноября 2013 на Wayback Machine Box Office Mojo
2. ↑  Sherwood Baptist Church official website. Дата обращения: 5 ноября 2013. Архивировано из оригинала 5 ноября 2013 года.
3. 1 2  San Antonio Independent Christian Film Festival Архивировано 11 мая 2012 года., 2012
4. ↑  Epiphany Prize (недоступная ссылка), COURAGEOUS 2012 WINNERS